# Pawlikowice (województwo małopolskie)

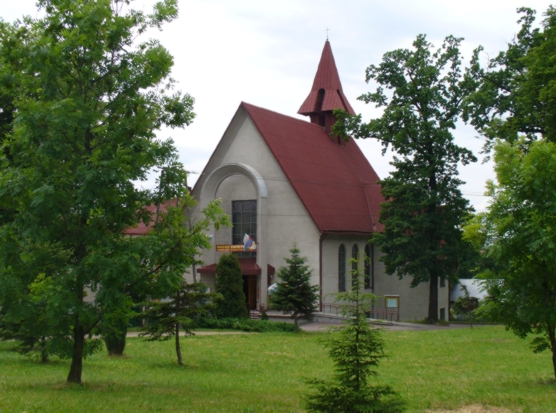
Kościół w Pawlikowicach

Pawlikowice – wieś w Polsce położona w województwie małopolskim, w powiecie wielickim, w gminie Wieliczka.
W latach 1975–1998 miejscowość administracyjnie należała do województwa krakowskiego.

## Położenie
Pawlikowice są położone na południe od Wieliczki, zajmując obszar 3 km². Na południu sąsiadują z Raciborskiem, na zachodzie z Koźmicami Małymi oraz Koźmicami Wielkimi, na północy z Sierczą i Rożnową, natomiast od strony wschodniej z Mietniowem. Ostatnia miejscowość wraz z Chorągwicą należą do pawlikowickiej parafii rzymskokatolickiej.
Obszar sołectwa położony jest w dorzeczu rzeki Wilgi, która przepływa przez środek miejscowości. Wieś położona jest na pagórkowatych wzniesieniach Pogórza Wielickiego.
Przez Pawlikowice prowadzi droga wojewódzka nr 964. Sąsiedztwo Wieliczki i Krakowa sprawia, że drogą migracji zwiększa się liczba mieszkańców, obecnie szacowana na ok. 1200 osób.
Przez miejscowość przebiega Ariański Szlak w Wieliczce.

## Części wsi
| SIMC    | Nazwa         | Rodzaj    |
| ------- | ------------- | --------- |
| 0341161 | Klin          | część wsi |
| 0341178 | Kopalina      | część wsi |
| 0341184 | Na Mostkach   | część wsi |
| 0341190 | Nawsie        | część wsi |
| 0341215 | Pode Dworem   | część wsi |
| 0341209 | Pod Laskowcem | część wsi |
| 0341221 | Taszyce       | część wsi |
| 0341238 | Zabrze        | część wsi |

## Historia
Najstarszy zapis nazwy Pawlikowice pochodzi z 1376. Na obecnym obszarze miejscowości istniała osobna wieś Taszyce, później włączona do Pawlikowic. Wieś zamieszkiwali szlachcice m.in.: Teodoryk z Pawlikowic herbu Nowina (1415), Wojciech z Taszyc herbu Ławszowa (1421), Jan z Taszyc herbu Szarza (1428), Mikołaj dziedzic Taszyc (1434), Jan dziedzic Taszyc (1454), Wojciech i Grzegorz z Taszyc herbu Nowina (1459), Wojciech i Jan Jaczowiczowie (1496) oraz Jan, syn Dzierżka z Taszyc – rajca wielicki (1429). Na przełomie XIV i XV w. powstał folwark. Właścicielami wsi zostali Morsztynowie, należeli do wspólnoty braci polskich i założyli zbór. W Pawlikowicach w 1583 roku przez 4 lata Krzysztof Morsztyn Starszy udzielał schronienia Faustowi Socynowi, który ożenił się z córką Krzysztofa – Elżbietą, która urodziła mu jedyne dziecko – Agnieszkę. Kolejnymi właścicielami dworu zostali Blankensteinowie, Monkulscy, Miętuszewscy oraz Grossowie. W 1897 roku zadłużony dwór przejęła Wielicka Kasa Oszczędności, a następnie Towarzystwo „Powściągliwość i Praca”. W 1903 roku stary zespół dworski zakupili michalici, organizując tutaj nowicjat zakonny oraz zakład wychowawczy dla chłopców ze szkołą zawodową i warsztatami rzemieślniczymi.
W 1951 r. władze państwowe usunęły stąd nowicjat i szkołę, a w budynkach urządziły dom pomocy społecznej. Sytuacja po 1989 r. pozwoliła zakonnikom założyć na nowo placówkę wychowawczą. W 1993 powstał Dom Dziecka "Moja Rodzina", gdzie obecnie przebywa blisko 30 chłopców.
Urodził się tu Feliks Jan Marian Gross-Korczyński (1896–1978) – podpułkownik piechoty Wojska Polskiego, kawaler Orderu Virtuti Militari.

## Kościół
Od 1921 r. w Pawlikowicach istniała kaplica, w której duszpasterstwo prowadzili księża michalici.  W 1951 r. kardynał Adam Stefan Sapieha erygował tu parafię. W latach 1989–1991 wybudowano nowy kościół. Kamień węgielny z Góry Gargano wmurował 29 września 1991 r. bp Stanisław Smoleński.
Dwupoziomowy kościół parafialny pw. św. Michała Archanioła (w dolnej części znajduje się sala widowiskowa), konsekrowany 29 września 2001 roku przez kard. Franciszka Macharskiego, a także dom dziecka „Moja Rodzina”. Z wsią związane jest życie michalitów: Władysława Błądzińskiego i Wojciecha Nierychlewskiego, beatyfikowanych 13 czerwca 1999 roku przez papieża Jana Pawła II w grupie 108 polskich męczenników.
W 2021 r., w 100. rocznice zatwierdzenia zgromadzenia poświęcono przy kościele Grotę św. Michała Archanioła.
W podziemiach kościoła parafialnego znajduje się sala teatralno – widowiskowa mogąca pomieścić 200 osób. Odbywają się w niej spektakle teatralne, a także projekcje filmowe.
Od roku 1910 w Pawlikowicach działa amatorski teatr, który w 2016 roku przekształcił się w stowarzyszenie Amatorski Teatr imienia kardynała Karola Wojtyły.